# Щуринська сільська рада
| Щуринська сільська рада — орган місцевого самоврядування у Рожищенському районі Волинської області з адміністративним центром у с. Щурин. Історична дата утворення: в 1948 році. Водоймища на території, підпорядкованій даній раді: річка Стохід. Сільській раді підпорядковані населені пункти: - с. Щурин - с. Квітневе - с. Тристень |

## Склад ради
Рада складається з 16 депутатів та голови.

### Керівний склад ради
| ПІБ                       | Основні відомості                                                                             | Дата обрання | Дата звільнення |
| ------------------------- | --------------------------------------------------------------------------------------------- | ------------ | --------------- |
| Карпюк Василь Віталійович | Сільський голова, 1968 року народження, освіта, член Всеукраїнського об'єднання «Батьківщина» | 26.03.2006   | 31.10.2010      |
| Карпюк Василь Віталійович | Сільський голова, 1968 року народження, освіта середня спеціальна, безпартійний               | 31.10.2010   |                 |

Примітка: таблиця складена за даними джерела

## Населення
Згідно з переписом УРСР 1989 року чисельність наявного населення сільської ради становила 1688 осіб, з яких 781 чоловік та 907 жінок.
За переписом населення України 2001 року в сільській раді мешкали 1734 особи.

### Мова
Розподіл населення за рідною мовою за даними перепису 2001 року:
| Мова       | Відсоток |
| ---------- | -------- |
| українська | 99,31 %  |
| російська  | 0,58 %   |
| білоруська | 0,06 %   |
| молдовська | 0,06 %   |